# Andrei Glanzmann
Andrei Glanzmann (* 27. März 1907 in Epenes, Österreich-Ungarn; † 23. Juni 1988) war ein rumänischer Fußballspieler. Er bestritt 36 Spiele in der höchsten rumänischen Fußballliga, der Divizia A, und nahm an der ersten Fußball-Weltmeisterschaft im Jahr 1930 teil.

## Karriere
Glanzmann begann seine Karriere bei CAO Oradea. Im Jahr 1930 spielte er für kurze Zeit für Ripensia Timișoara, das als Profimannschaft zu jener Zeit aber nicht an den Spielen um die rumänische Fußballmeisterschaft teilnehmen durfte. Er kehrte im selben Jahr zu CAO zurück.
Als im Jahr 1932 die rumänische Profiliga Divizia A gegründet wurde, gehörte CAO zu den Gründungsmitgliedern und Glanzmann kam am 9. Oktober 1932 zu seinem ersten Einsatz. Obwohl er Stürmer war, kam er in den Meisterschaftsspielen kaum zu Torerfolgen. Seinen größten Erfolg hatte Glanzmann im Jahr 1935, als er mit CAO Vizemeister wurde. Danach beendete er seine Karriere.

## Nationalmannschaft
Glanzmann bestritt 13 Spiele für die rumänische Fußballnationalmannschaft und erzielte zwei Tore. Ohne zuvor ein Länderspiel bestritten zu haben, nominierte ihn Nationaltrainer Costel Rădulescu für den Kader der Fußball-Weltmeisterschaft 1930 in Uruguay, setzte ihn aber nicht ein. So kam er erst am 10. Mai 1931 gegen Bulgarien zu seinem ersten Einsatz. Im selben Jahr gewann er den Balkan-Cup.

## Karriere als Trainer
In der Saison 1946/47 war Glanzmann Trainer von Dermagant Târgu Mureș in der Divizia A.

## Erfolge

### Als Spieler
- WM-Teilnehmer: 1930 (Ersatzspieler)
- Sieger im Balkan-Cup: 1929/31
- Rumänischer Vizemeister: 1935